# 1000-km-Rennen von Paris 1964
Das fünfte  1000-km-Rennen von Paris, auch 1000 km de Paris, Montlhéry, fand am 11. Oktober 1964 auf dem Autodrome de Linas-Montlhéry statt und war das 20. und letzte Rennen der Sportwagen-Weltmeisterschaft dieses Jahres.

## Der Tod von Peter Lindner und Franco Patria
Der Abschluss der Sportwagensaison 1964 war das 1000-km-Rennen von Paris, der 20. und letzte Wertungslauf der Sportwagen-Weltmeisterschaft dieses Jahres. Auch Peter Lindner und Peter Nöcker nahmen an dem Rennen auf der Hochgeschwindigkeitsstrecke von Montlhéry teil, die vor allem wegen ihrer Steilkurven gefürchtet war. Nachdem es zu regnen begonnen hatte, kam es in der 83. Runde zu einem folgenschweren Unfall. Der Italiener Franco Patria hatte den in seiner Klasse führenden Werks-Abarth-Simca 1300 Bialbero von seinem Landsmann Luigi Taramazzo übernommen und war neu bereift und vollgetankt auf dem Weg aus der Boxengasse zurück auf die Strecke. Die Boxengasse war in Montlhéry nur durch Strohballen von der Strecke getrennt. Um für ein Mindestmaß an Sicherheit zu sorgen, überwachten zwei Ordner und ein Sportkommissar, unter ihnen der ehemalige Rennfahrer Jean Pairard, die Ausfahrt und ließen nur dann Wagen wieder auf die Strecke, wenn diese frei war. Als Patria an der Ausfahrt wartete, kam Peter Lindner auf der regennassen Strecke aus der Steilkurve vor Start und Ziel, schien zu bremsen und geriet ins Schleudern. Er lag an sechster Stelle und war in einen Zweikampf mit dem Briten Dick Protheroe verwickelt, der ebenfalls einen E-Type-Jaguar fuhr.
Lindner verlor auf der glatten Bahn die Herrschaft über den Jaguar, berührte die Strohballen, wobei sich Fahrzeugteile lösten. Der Wagen wurde etwa zehn Meter hochgeschleudert, drehte sich um die eigene Achse, sodass Lindner hinausstürzte. Der Jaguar traf Patrias Abarth mit voller Wucht und drückte ihn gegen eine Mauer. Franco Patria wie auch die in unmittelbarer Nähe stehenden Ordner und der Sportkommissar waren sofort tot. Peter Lindner war zunächst noch bei Bewusstsein, starb jedoch trotz Bluttransfusion wenig später im Krankenhaus an seinen schweren inneren Verletzungen. Das Rennen ging weiter und endete mit einem Erfolg von Graham Hill und Joakim Bonnier auf einem Ferrari 330P.

## Ergebnisse

### Schlussklassement
| 1               | P +3.0  | 2  | Maranello Concessionaires  | Graham Hill Joakim Bonnier               | Ferrari 330P               | 129 |
| 2               | GT 3.0  | 1  | North American Racing Team | Pedro Rodríguez Jo Schlesser             | Ferrari 250 GTO/64         | 127 |
| 3               | P 2.0   | 30 | Porsche System Engineering | Edgar Barth Colin Davis                  | Porsche 904/8              | 126 |
| 4               | GT 3.0  | 6  | David Piper                | David Piper Anthony Maggs                | Ferrari 250 GTO            | 126 |
| 5               | GT 3.0  | 9  | Equipe Nationale Belge     | Lucien Bianchi Gérard Langlois van Ophem | Ferrari 250 GTO            | 125 |
| 6               | GT 2.0  | 34 | Racing Team Holland        | Rob Slotemaker David van Lennep          | Porsche 904 GTS            | 124 |
| 7               | GT +3.0 | 17 | Dick Protheroe             | Dick Protheroe John Coundley             | Jaguar E-Type Lightweight  | 123 |
| 8               | GT 2.0  | 8  | Racing Team Holland        | Ben Pon Gerhard Koch                     | Porsche 904 GTS            | 123 |
| 9               | GT 2.0  | 35 | Jacques Dewez              | Jacques Dewez Jean Kerguen               | Porsche 904 GTS            | 121 |
| 10              | P +3.0  | 3  | Maranello Concessionaires  | Jackie Stewart Ludovico Scarfiotti       | Ferrari 250LM              | 120 |
| 11              | P +3.0  | 15 | Giotto Bizzarrini          | Mario Casoni Odoardo Govoni              | Iso Grifo A3C              | 120 |
| 12              | GT 3.0  | 19 | Scuderia St. Ambroeus      | Oddone Sigala Edoardo Lualdi             | Ferrari 250                | 120 |
| 13              | GT 3.0  | 10 | Equipe Nationale Belge     | Taf Gosselin Claude Dubois               | Ferrari 250 GT0/64         | 117 |
| 14              | GT 1.3  | 52 | Abarth                     | Herbert Demetz Anton Fischhaber          | Abarth-Simca 1300 Bialbero | 116 |
| 15              | GT 1.6  | 38 | Squadra Foitek             | Silvio Moser Karl Foitek                 | Alfa Romeo Giulia TZ       | 114 |
| 16              | P 1.15  | 54 | Société Automobiles Alpine | José Rosinski Henri Grandsire            | Alpine M64                 | 116 |
| 17              | GT 1.6  | 37 | Scuderia St. Ambroeus      | Giampiero Biscaldi Jean Rolland          | Alfa Romeo Giulia TZ       | 114 |
| 18              | P +3.0  | 8  | Ecurie Francorchamps       | Annie Soisbault Guy Ligier               | Ferrari 250LM              | 111 |
| 19              | GT 1.3  | 53 | D. Moloff                  | Jean-Pierre Hanrioud Claude Ballot-Léna  | Abarth-Simca 1300 Bialbero | 109 |
| 20              | P 1.15  | 56 | Société Automobiles Alpine | Roger Delageneste Henry Morrogh          | Alpine M65                 | 109 |
| 21              | P +3.0  | 14 | Gitto Bizzarini            | Edgar Berney Pierre Noblet               | Iso Grifo A3C              | 105 |
| 22              | GT 1.15 | 57 | Standard Triumph           | Jean-François Piot Jean-Louis Marnat     | Triumph Spitfire           | 103 |
| 23              | GT 1.3  | 58 | Hans-Dieter Dechent        | Hans-Dieter Dechent Ernst Furtmayr       | Abarth-Simca 1300 Bialbero | 88  |
| Ausgefallen     |         |    |                            |                                          |                            |     |
| 24              | GT +3.0 | 26 | Peter Lindner              | Peter Nöcker Peter Lindner               | Jaguar E-Type Lightweight  | 83  |
| 25              | GT 1.3  | 50 | Abarth                     | Franco Patria Luigi Taramazzo            | Abarth-Simca 1300 Bialbero | 83  |
| 26              | P 2.0   | 31 | Porsche System Engineering | Herbert Linge Gerhard Mitter             | Porsche 904/6              | 62  |
| 27              | GT 3.0  | 12 | Andrew Hedges              | Andrew Hedges John Turner                | Aston Martin DB4GT         | 46  |
| 28              | P +3.0  | 11 | Maserati France            | Maurice Trintignant André Simon          | Maserati Tipo 151/3        | 42  |
| 29              | P +3.0  | 4  | Scuderia Filipinetti       | Nino Vaccarella Jean Guichet             | Ferrari 250LM              | 41  |
| 30              | P +3.0  | 5  | Hermann Müller             | Hermann Müller Armond Boller             | Ferrari 250LM              |     |
| 31              | P +3.0  | 7  | Equipe Nationale Belge     | Willy Mairesse Jean Blaton               | Ferrari 250LM              |     |
| 32              | GT +3.0 | 18 | Andres Chardonnet          | Jean de Mortemart Jean Vincent           | AC Cobra                   |     |
| 33              | GT 2.0  | 32 | Auguste Veuillet           | Robert Buchet Günter Klass               | Porsche 904 GTS            |     |
| 34              | P 1.6   | 36 | Elysses                    | René Richard Pierre Gele                 | Lotus Elan                 |     |
| 35              | GT 1.3  | 51 | Abarth                     | Jochen Neerpasch Fritz Jüttner           | Abarth-Simca 1300 Bialbero |     |
| 36              | P 1.15  | 55 | Société Automobiles Alpine | Jean Vinatier Mauro Bianchi              | Alpine M64                 |     |
| 37              | GT 1.15 | 60 | Société Automobiles Alpine | Jacques Cheinisse Teodoro Zeccoli        | Alpine M63B                |     |
| Nicht gestartet |         |    |                            |                                          |                            |     |
| 38              | GT 1.6  | 40 |                            | Jean Wauters Henri Quernette             | Lotus Elan                 | 1   |

1 nicht gestartet

### Nur in der Meldeliste
Hier finden sich Teams, Fahrer und Fahrzeuge die ursprünglich für das Rennen gemeldet waren, aber aus den unterschiedlichsten Gründen daran nicht teilnahmen.
| Pos. | Klasse  | Nr. | Team                   | Fahrer                      | Chassis   |
| ---- | ------- | --- | ---------------------- | --------------------------- | --------- |
| 39   | P + 3.0 |     | Ford Advanced Vehicles | John Whitmore Andrew Hedges | Ford GT40 |

### Klassensieger
| Klasse  | Fahrer             | Fahrer            | Fahrzeug                   | Platzierung im Gesamtklassement |
| ------- | ------------------ | ----------------- | -------------------------- | ------------------------------- |
| P +3.0  | Graham Hill        | Joakim Bonnier    | Ferrari 330P               | Gesamtsieg                      |
| P 2.0   | Edgar Barth        | Colin Davis       | Porsche 904/8              | Rang 3                          |
| P 1.15  | José Rosinski      | Henri Grandsire   | Alpine M64                 | Rang 16                         |
| GT +3.0 | Dick Protheroe     | John Goundley     | Jaguar E-Type Lightweight  | Rang 7                          |
| GT 3.0  | Pedro Rodriguez    | Jo Schlesser      | Ferrari 250 GTO/64         | Rang 2                          |
| GT 2.0  | Rob Slotemaker     | David van Lennep  | Porsche 904 GTS            | Rang 6                          |
| GT 1.6  | Silvio Moser       | Karl Foitek       | Alfa Romeo Giuia TZ        | Rang 16                         |
| GT 1.3  | Herbert Demetz     | Anton Fischhaber  | Abarth-Simca 1300 Bialbero | Rang 14                         |
| GT 1.15 | Jean-François Piot | Jean-Louis Marnat | Triumph Spitfire           | Rang 22                         |

### Renndaten
- Gemeldet: 39
- Gestartet: 37
- Gewertet: 23
- Rennklassen: 9
- Zuschauer: unbekannt
- Wetter am Renntag: windig und regnerisch
- Streckenlänge: 7,784 km
- Fahrzeit des Siegerteams: 6:32:53,100 Stunden
- Gesamtrunden des Siegerteams: 129
- Gesamtdistanz des Siegerteams: 1004,136 km
- Siegerschnitt: 153,348 km/h
- Pole Position: Graham Hill – Ferrari 330P (#2) – 2:43,600 = 171,286 km/h
- Schnellste Rennrunde: Jackie Stewart – Ferrari 250LM (#3) – 2:45,100 = 169,730 km/h
- Rennserie: 20. Lauf zur Sportwagen-Weltmeisterschaft 1964